# 燦爛聖天竺鯛
燦爛聖天竺鯛（學名：Nectamia luxuria），為輻鰭魚綱鈎頭魚目天竺鯛科聖天竺鲷屬下的一個種，分布於印度太平洋區，從馬爾地夫至曼加雷瓦島，南至澳洲海域，深度0至11公尺，本魚體呈橢圓形，體稍側扁，頭大、眼大、口大且斜裂，頜齒細小，鋤骨和腭骨通常具齒，舌上無齒，鰓蓋骨後緣棘不發達，體被弱櫛鱗，背鰭2個，尾鰭截形，體色灰色，體側具有多條白色橫帶，尾柄部有一黑色斑塊，背鰭、臀鰭尖端和尾鰭上下葉尖端有黃色邊，背鰭硬棘8枚、背鰭軟條9枚、臀鰭硬棘2枚、臀鰭軟條8枚，體長可達7.7公分，棲息礁石區，夜間活動，屬肉食性，以浮游生物為食，繁殖期時，雄魚具有口孵習性，卵約7日化成仔魚，由雄魚吐出，具短暫的仔魚飄浮期，生活習性不明。